# Řemenov
Řemenov (německy Remenow) je malá vesnice, část obce Olešná v okrese Pelhřimov. Nachází se asi 2 km na jih od Olešné. V roce 2009 zde bylo evidováno 20 adres. V roce 2001 zde trvale žilo 47 obyvatel.
Řemenov je také název katastrálního území o rozloze 1,97 km2.